# Birgitte Hanel
Birgitte Hanel (25 de abril de 1954) es una deportista danesa que compitió en remo. Participó en los Juegos Olímpicos de Los Ángeles 1984, obteniendo una medalla de bronce en la prueba de cuatro scull con timonel.

## Palmarés internacional
| Juegos Olímpicos | Juegos Olímpicos             | Juegos Olímpicos  | Juegos Olímpicos         |
| Año              | Lugar                        | Medalla           | Prueba                   |
| ---------------- | ---------------------------- | ----------------- | ------------------------ |
| 1984             | Los Ángeles (Estados Unidos) | Medalla de bronce | Cuatro scull con timonel |